# Giles Walker
Pour les articles homonymes, voir Walker.
Giles Walker est un monteur, producteur, réalisateur et scénariste canadien né le 17 janvier 1946 à Dundee, en Écosse (Royaume-Uni) et mort le 23 mars 2020 à Toronto,.

## Biographie
Walker commence sa carrière en 1974 comme documentariste à l'ONF. Walker se tourne ensuite vers le cinéma dramatique, réalisant et co-écrivant le court métrage nommé aux Oscars de 1979, Bravery in the Field (en).
L’écrivain, réalisateur et producteur poursuit une carrière prolifique au cinéma, avec d’autres crédits cinématographiques, notamment Ordinary Magic de 1993 avec le jeune Ryan Reynolds et Never Too Late de 1996 avec Olympia Dukakis, Cloris Leachman et Corey Haim.
Ses crédits télévisés incluent Cold Squad, Lassie, Emily of New Moon (en) et la mini-série René.
Walker a joué un rôle clé dans le développement des drames alternatifs de l’Office national du film, qui combinaient une narration dramatique avec des acteurs non professionnels et des techniques documentaires. Sur ce front, il a créé une trilogie sur les relations hommes-femmes, dont la sortie en salles de l’ONF en 1985, 90 Days.
Sa dernière collaboration avec l'ONF fut le long métrage dramatique coproduit par Cinepix en 1990, Princes en exil, sur les jeunes atteints de cancer.

## Filmographie

### comme monteur
- 1974 : Freshwater World

### comme producteur
- 1982 : Daisy: The Story of a Facelift
- 1984 : The Masculine Mystique (en)
- 1985 : 90 jours... pour tomber en amour
- 1986 : Jack of Hearts
- 1987 : The Last Straw (en)
- 2003 : U

### comme réalisateur
- 1974 : Freshwater World
- 1975 : La descente
- 1976 : The Sword of the Lord
- 1976 : No Way They Want to Slow Down
- 1977 : I Wasn't Scared
- 1979 : Le vieil homme et la médaille (en)
- 1984 : A Good Tree
- 1984 : The Masculine Mystique (en)
- 1985 : The Concert Stages of Europe
- 1985 : 90 jours... pour tomber en amour (en)
- 1987 : The Last Straw (en)
- 1989 : Caddie Woodlawn
- 1990 : Princes in Exile (en)
- 1993 : Ordinary Magic
- 1993 : Les Anges de la ville (Sirens) (série télévisée)
- 1996 : Psi Factor, chroniques du paranormal (PSI Factor: Chronicles of the Paranormal) (série télévisée)
- 1997 : Never Too Late (film, 1997) (en)
- 1998 : Cold Squad, brigade spéciale (Cold Squad) (série télévisée)
- 1998 : Emily of New Moon (en) (série télévisée)
- 1998 : L'École du bonheur (Little Men) (série télévisée)
- 1999 : Dooley Gardens (série télévisée)
- 2001 : Confiance aveugle (Blind Terror) (TV)
- 2002 : Galidor: Defenders of the Outer Dimension (série télévisée)
- 2004 : Il duce canadese: Le Mussolini canadien (en) (feuilleton TV)
- 2006 : René (feuilleton TV)

### comme scénariste
- 1977 : I Wasn't Scared
- 1979 : Le vieil homme et la médaille
- 1985 : 90 jours... pour tomber en amour
- 1987 : The Last Straw